# Coppa Italia (pallavolo femminile)
La Coppa Italia è una competizione pallavolistica per squadre di club italiane femminili, organizzata con cadenza annuale dalla Lega Pallavolo Serie A femminile.

## Edizioni
| Edizione         | Edizione               | Podio                  | Podio     | Podio                  |
| Anno             | Sede della finale      | Campione               | Risultato | Finalista              |
| ---------------- | ---------------------- | ---------------------- | --------- | ---------------------- |
| 1978-79 Dettagli | Ragusa                 | Nike                   | -         | -                      |
| 1979-80 Dettagli | Ravenna                | Olimpia Ravenna        | -         | -                      |
| 1980-81 Dettagli | Pisogne                | Olimpia Ravenna        | -         | -                      |
| 1981-82 Dettagli | San Severo             | Reggio Emilia          | -         | -                      |
| 1982-83 Dettagli | Taranto                | Reggio Emilia          | -         | -                      |
| 1983-84 Dettagli | Ancona                 | Olimpia Ravenna        | -         | -                      |
| 1984-85 Dettagli | Bari                   | Olimpia Ravenna        | -         | -                      |
| 1985-86 Dettagli | Modena                 | Reggio Emilia          | -         | -                      |
| 1986-87 Dettagli | -                      | Olimpia Ravenna        | -         | -                      |
| 1987-88 Dettagli | Bari                   | Amatori Bari           | -         | -                      |
| 1988-89 Dettagli | Genova                 | Reggio Emilia          | -         | -                      |
| 1989-90 Dettagli | -                      | Modena                 | -         | -                      |
| 1990-91 Dettagli | Perugia                | Olimpia Ravenna        | -         | Sirio Perugia          |
| 1991-92 Dettagli | -                      | Sirio Perugia          | -         | -                      |
| 1992-93 Dettagli | Matera                 | Matera                 | -         | -                      |
| 1993-94 Dettagli | Roma                   | Matera                 | -         | Modena                 |
| 1994-95 Dettagli | Modena                 | Matera                 | 3 - 2     | Canottieri Aniene      |
| 1995-96 Dettagli | Bergamo                | Bergamo                | 3 - 0     | Modena                 |
| 1996-97 Dettagli | Reggio Calabria        | Bergamo                | 3 - 0     | Modena                 |
| 1997-98 Dettagli | Bergamo                | Bergamo                | 3 - 1     | Reggio Emilia          |
| 1998-99 Dettagli | Perugia                | Sirio Perugia          | 3 - 0     | Virtus Reggio Calabria |
| 1999-00 Dettagli | Perugia                | Virtus Reggio Calabria | 3 - 0     | Modena                 |
| 2000-01 Dettagli | Marsala                | Virtus Reggio Calabria | 3 - 2     | Bergamo                |
| 2001-02 Dettagli | Venezia                | Modena                 | 3 - 0     | Bergamo                |
| 2002-03 Dettagli | Jesi                   | Sirio Perugia          | 3 - 1     | Giannino Pieralisi     |
| 2003-04 Dettagli | Bergamo                | Asystel                | 3 - 2     | Bergamo                |
| 2004-05 Dettagli | Olbia                  | Sirio Perugia          | 3 - 2     | Bergamo                |
| 2005-06 Dettagli | Perugia                | Bergamo                | 3 - 1     | Giannino Pieralisi     |
| 2006-07 Dettagli | Prato                  | Sirio Perugia          | 3 - 1     | Robursport Pesaro      |
| 2007-08 Dettagli | Sant'Angelo in Lizzola | Bergamo                | 3 - 2     | Robursport Pesaro      |
| 2008-09 Dettagli | Eboli                  | Robursport Pesaro      | 3 - 0     | Asystel                |
| 2009-10 Dettagli | Rimini                 | Villa Cortese          | 3 - 2     | Bergamo                |
| 2010-11 Dettagli | Catania                | Villa Cortese          | 3 - 1     | Bergamo                |
| 2011-12 Dettagli | Modena                 | Busto Arsizio          | 3 - 0     | River                  |
| 2012-13 Dettagli | Varese                 | River                  | 3 - 0     | Villa Cortese          |
| 2013-14 Dettagli | Villorba               | River                  | 3 - 0     | Bergamo                |
| 2014-15 Dettagli | Rimini                 | AGIL                   | 3 - 1     | LJ                     |
| 2015-16 Dettagli | Ravenna                | Bergamo                | 3 - 0     | River                  |
| 2016-17 Dettagli | Firenze                | Imoco                  | 3 - 0     | River                  |
| 2017-18 Dettagli | Bologna                | AGIL                   | 3 - 1     | Imoco                  |
| 2018-19 Dettagli | Verona                 | AGIL                   | 3 - 2     | Imoco                  |
| 2019-20 Dettagli | Busto Arsizio          | Imoco                  | 3 - 0     | UYBA                   |
| 2020-21 Dettagli | Rimini                 | Imoco                  | 3 - 1     | AGIL                   |
| 2021-22 Dettagli | Roma                   | Imoco                  | 3 - 2     | AGIL                   |
| 2022-23 Dettagli | Casalecchio di Reno    | Imoco                  | 3 - 0     | Pro Victoria           |
| 2023-24 Dettagli | Trieste                | Imoco                  | 3 - 2     | Pro Victoria           |
| 2024-25 Dettagli | Casalecchio di Reno    | Imoco                  | 3 - 0     | Pro Victoria           |

## Palmarès

La Nike, prima vincitrice della Coppa Italia nell'edizione 1978-79

| Squadra                | Titolo | Edizione                                                      |
| ---------------------- | ------ | ------------------------------------------------------------- |
| Imoco                  | 7      | 2016-17, 2019-20, 2020-21, 2021-22, 2022-23, 2023-24, 2024-25 |
| Olimpia Teodora        | 6      | 1979-80, 1980-81, 1983-84, 1984-85, 1986-87, 1990-91          |
| Bergamo                | 6      | 1995-96, 1996-97, 1997-98, 2005-06, 2007-08, 2015-16          |
| Sirio Perugia          | 5      | 1991-92, 1998-99, 2002-03, 2004-05, 2006-07                   |
| Reggio Emilia          | 4      | 1981-82, 1982-83, 1985-86, 1988-89                            |
| Matera                 | 3      | 1992-93, 1993-94, 1994-95                                     |
| AGIL                   | 3      | 2014-15, 2017-18, 2018-19                                     |
| Modena                 | 2      | 1989-90, 2001-02                                              |
| Virtus Reggio Calabria | 2      | 1999-00, 2000-01                                              |
| Villa Cortese          | 2      | 2009-10, 2010-11                                              |
| River                  | 2      | 2012-13, 2013-14                                              |
| Nike                   | 1      | 1978-79                                                       |
| Amatori Bari           | 1      | 1987-88                                                       |
| Asystel                | 1      | 2003-04                                                       |
| UYBA                   | 1      | 2011-12                                                       |